# Kandilli Obszervatórium
A Kandilli Obszervatórium, teljes nevén Kandilli Obszervatórium és Földrengéskutató Intézet (Kandilli Rasathanesi ve Deprem Araştırma Enstitüsü, KOERI) egy földrengéskutatásra is szakosodott obszervatórium Törökországban, Isztambul Üsküdar negyedének Kandilli városrészében, egy, a Boszporuszra néző dombon.

## Története
Az obszervatóriumot, melyet eredetileg Birodalmi Obszervatóriumnak (oszmán-török nyelven Rasathane-i Amire) hívtak, 1868-ban alapították, főleg időjárás-előrejelzéssel és a pontos idővel foglalkozott.
1909-ben, a március 31-ei események során a felkelők elpusztították az obszervatóriumot. A következő évben Fatin professzort (későbbi nevén Fatin Gökment) bízták meg az újraalapításával; ő választotta ki a jelenlegi épület helyét a város anatóliai oldalán. A kutatómunka 1911. július 1-jén kezdődött meg az intézményben. Több névváltoztatás után az intézmény 1940-től a Kandilli Csillagászati és Geofizikai Obszervatórium néven lett ismert. 1982-ben az obszervatóriumot a Boğaziçi Egyetemhez csatolták. Később átnevezték Kandilli Obszervatórium és Földrengéskutató Intézetre (KOERI).

## Fordítás
- Ez a szócikk részben vagy egészben  a   Kandilli Observatory című angol Wikipédia-szócikk ezen változatának fordításán alapul.  Az eredeti cikk szerkesztőit annak laptörténete sorolja fel. Ez a jelzés csupán a megfogalmazás eredetét és a szerzői jogokat jelzi, nem szolgál a cikkben szereplő információk forrásmegjelöléseként.

## Külső hivatkozások
- Hivatalos oldal